# Rocher de l'Éléphant (Islande)
Pour les articles homonymes, voir Rocher de l'éléphant.
Le rocher de l'Éléphant, ou simplement l'Éléphant, en islandais Fíllinn (« l'Éléphant »), parfois popularisé sous le nom qui lui est donné en anglais, Elephant Rock, est une falaise et un petit cap d'Islande qui présente par paréidolie un profil de tête d'éléphant.

## Géographie
Le rocher est situé en Islande, dans le sud du pays, dans les îles Vestmann. Il constitue un petit cap de l'extrémité nord-ouest d'Heimaey, la plus grande île de l'archipel. Il est dominé au nord-est par le Blátindur, un sommet culminant à 273 mètres d'altitude et entouré par l'océan Atlantique au nord, à l'ouest et au sud ainsi que la Herjólfsdalur à l'est, une petite vallée où se trouve notamment le golf des îles Vestmann. Le rocher de l'Éléphant fait face aux Smáeyjar, trois stacks.
La falaise est formée d'orgues volcaniques dans sa partie inférieure et d'autres roches volcaniques, notamment des tufs, dans sa partie supérieure. La couleur gris clair des orgues contrastant avec le reste de la falaise et sa forme modelée par l'érosion maritime lui donne un profil de tête d'éléphant regardant vers l'ouest avec la trompe plongeant dans l'océan, le front plat, l'œil surmonté d'une arcade sourcilière, une mandibule et un début d'oreille. Cette forme est visible depuis l'océan mais aussi depuis Heimaey au sud-est.

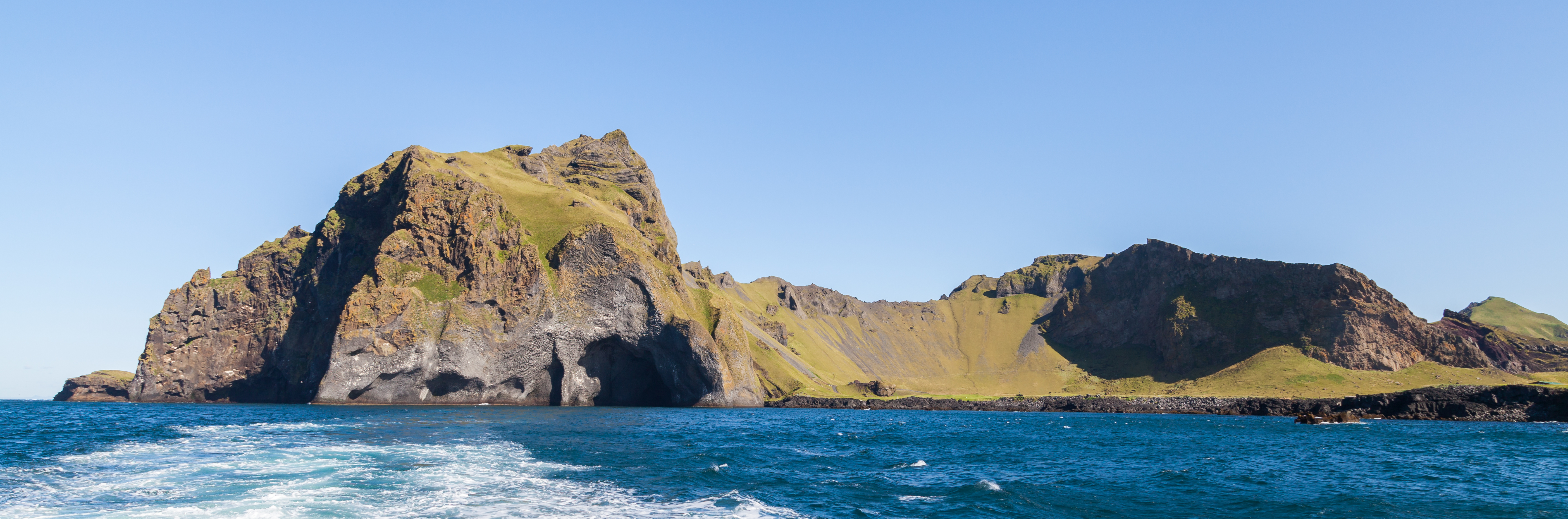
Vue de Heimaey depuis la mer avec le rocher de l'Éléphant sur la gauche et la Herjólfsdalur au centre dominés par le Blátindur au centre gauche.